# Hubert Sielecki

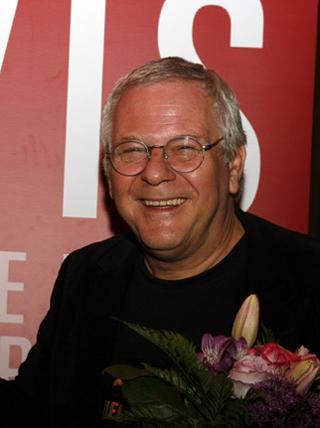
Hubert Sielecki, 2009 in Wien

Hubert Sielecki (* 6. November 1946 in Rosenbach, Kärnten) ist ein österreichischer Künstler, der vor allem für seine Animationsfilme bekannt ist.

## Leben
Hubert Sielecki studierte von 1968 bis 1973 an der Hochschule für angewandte Kunst Wien. Anschließend erhielt er ein Auslandsstipendium für Trickfilm und Malerei an der Staatlichen Hochschule für Film, Fernsehen und Theater Łódź. Seit 1982 unterrichtet er experimentellen Animationsfilm in der Meisterklasse Maria Lassnig (seit 1991 Meisterklasse Christian Ludwig Attersee),(seit 2009 Abteilung Judith Eisler) an der Universität für angewandte Kunst Wien, wo er das Studio für experimentellen Animationsfilm einrichtete.
Seit 1. März 2012 ist Hubert Sielecki in Pension. Das Studio wird seither von Niki Jantsch und Praved Krishnapilla weitergeführt.
1985 gründete Sielecki die österreichische Sektion der ASIFA Association internationale du film d’animation. 1990/91 erhielt er einen Lehrauftrag für Film an der Hochschule für Bildende Künste Braunschweig. Er war von 1986 bis 1991 Mitglied in den Gremien der Filmförderung in Österreich. Hubert Sielecki war ferner Vorstandsmitglied des Künstlerhaus Wien.

## Werk
Ab 1968 unternahm Hubert Sielecki erste künstlerische Versuche mit Filmmaterial. Dabei entstanden auch Animationsfilme, die er teilweise gemeinsam mit Zbigniew Rybczyński realisierte. Sieleckis Filme sind Autorenfilme, bei denen er meist für alle Produktionsbereiche vom Drehbuch bis zur Filmmusik verantwortlich zeichnet. Bei einigen Filmen arbeitete er mit Schriftstellern wie Gerhard Rühm, Antonio Fian, Gernot Wolfgruber, Malern wie Maria Lassnig, Tone Fink oder Musikern wie Wolfgang Mitterer zusammen. Durch seine Spezialisierung auf Animationsfilm nimmt Sielecki innerhalb der österreichischen Film-Avantgarde eine Sonderstellung ein. Hubert Sielecki produzierte auch Kinowerbung, darunter 1987, 1988 und 1989 die Festivaltrailer für die Österreichischen Filmtage und von 1990 bis 1998 elf Werbefilme für die Zeitschrift Falter.
Mehrere Filme von Hubert Sielecki waren auf Filmfestivals in Deutschland zu sehen, unter anderem auf der Berlinale, dem Kurzfilmfestival Hamburg, dem Videofestival Bochum, den Bamberger Kurzfilmtagen und der Regensburger Kurzfilmwoche. Auch außerhalb des deutschsprachigen Raums war Sielecki auf wichtigen Festivals wie dem Hiroshima Kokusai Animation Festival und dem Krakowski Festiwal Filmowy vertreten. In Österreich selbst sind vor allem zwei Festivalteilnahmen nennenswert: bei der Diagonale 1995, wo er für Air Fright den Kurzfilmpreis erhielt, sowie bei Vienna Independent Shorts 2008, wo eine umfassende Retrospektive seiner filmischen Arbeiten zu sehen war.
Seit den 1960er Jahren schuf Hubert Sielecki außerdem Environments, Objektkunst und Aktionskunst und war auf zahlreichen Ausstellungen vertreten.

## Filmografie (Auswahl)
- 1968: Die Fliege
- 1969: Fest in der Parkgasse
- 1970: Masao
- 1983: Nachrichten
- 1983: Die Suppe
- 1985: Festival
- 1989: Drunk (Musik Wolfgang Mitterer)
- 1990: Life Show  (45 Min.)
- 1991: Die Helden (A.S.K.)
- 1992: Maria Lassnig Kantate – gemeinsam mit Maria Lassnig
- 1994: Nitweitaget (Musik Wolfgang Mitterer)
- 1994: Dachbodenstiege (Text Gernot Wolfgruber)
- 1995: Air Fright
- 1995: Book Factory
- 1996: Mein Kind (A.S.K.)
- 1997: Liebe TV
- 1998: Hitparade (A.S.K.)
- 2000: Raumausstatter Stagl (A.S.K.)
- 2001: The Upperlake Story  (A.S.K.)
- 2001: Österreich!
- 2006: Drei Stücke – Spur (Text Karin Spielhofer)
- 2007: Sehen (Text und Stimme Gerhard Rühm)
- 2007: Witz (Autor Gerhard Rühm)
- 2009: Foul
- 2010: Radetzkyplatz (Text Antonio Fian)
- 2011: Der Minister (Glaubwürdige Texte 1)
- 2013: Der Kurator Digital (Glaubwürdige Texte 2)
- 2013: Der Prediger (Glaubwürdige Texte 3)
- 2013: Trashy rausgepustet (Text und Stimme Jochen Kuhn)
- 2013: Dialog über Österreich (Text und Stimme Gerhard Rühm)
- 2014: Der Reporter (Glaubwürdige Texte 5)
- 2014: Der Längste Kuss Version 1 (Konzept und Text Gerhard Rühm)
- 2015: Der Längste Kuss Version 2 (Text und Stimme Gerhard Rühm)
- 2016: Der Präsident Schaftskandidat (Glaubwürdige Texte 6)
- 2016: T. nicht füttern (Zeichnung Tone Fink, Stimme von Magdalena Knapp-Menzel)
- 2016: Josephslegende (Konzept, Musik und Text Gerhard Rühm)
- 2016: Herrenrad
- 2018: Naturbeschreibung  (Text und Stimme Gerhard Rühm)
- 2018: STILLE NACHT
- 2019: Lore Heuermann zeichnet  (2 Minuten Doku)
- 2020: Kind am Wegrand  (Text von Sophie Reyer)
- 2021: ABER PASS AUF...!  (Text und Stimme von Pavel Novotny)

## Auszeichnungen (Auswahl)
- Theodor-Körner-Preis 1982
- Förderungspreis für bildende Kunst – Film, 1985
- Förderpreis und Publikumspreis, Trickfilmfestival Stuttgart 1984 (für Nachrichten)
- Viennale 1988, Der Kodak-Filmpreis
- Nominierung Kurzfilmpreis, Internationale Filmfestspiele Berlin 1993 (für Maria Lassnig Kantate)
- Kurzfilmpreis "Weisses Gold", Diagonale 1995 (für Air Fright)
- BAF! Awards, Bradford-Festival GB, Winner in the Experimental Category 1999 (für Hitparade)
- 2017 Verleihung des Berufstitels „Professor“ durch das Bundeskanzleramt
- Preis der Stadt Wien für Bildende Kunst 2017